# Езубов, Алексей Петрович
Алексей Петрович Езубов (р. 1948) — российский предприниматель, общественный и политический, депутат Государственной Думы V, VI, VII и VIII созывов. Член фракции политической партии «Единая Россия». Член комитета Госдумы по аграрным вопросам.
Из-за вторжения России на Украину, находится под международными санкциями Евросоюза, США, Великобритании и ряда других стран

## Биография
Родился 10 февраля 1948 года в хуторе Сокольский (Усть-Лабинский район, Краснодарский край). В 1969 году окончил Орджоникидзевское ракетно-зенитное училище ПВО по специальности «Радиолокационные устройства». До 1992 года проходил службу в Вооружённых Силах.
С 1996 по 1997 год работал в банке «Московский деловой мир» в должности эксперта. В 1997 году работал в ООО «Сибирский алюминий» заместителем финансового директора. С 1997 по 2002 год работал в агрохолдинге «Базовый элемент» руководителем, в 2002 году на его базе основан агрохолдинг «Кубань».
Депутатские полномочия начал осуществлять с декабря 2007 года, когда был избран депутатом Государственной Думы Федерального Собрания РФ пятого созыва от Краснодарского края. Работал в составе Комитета ГД по аграрным вопросам. 4 декабря 2011 года избран депутатом Госдумы шестого созыва.
В сентябре 2016 года баллотировался в Госдуму РФ VII созыва, избран депутатом по Тихорецкому одномандатному избирательному округу № 51.
19 сентября 2021 года избран в качестве депутата Государственной думы РФ VIII созыва от «Единой России» по Тихорецкому одномандатному избирательному округу №51 (Краснодарский край).

## Законотворческая деятельность
В 2007—2019 годах, в течение исполнения полномочий депутата Государственной Думы V, VI и VII созывов, выступил соавтором 28 законодательных инициатив и поправок к проектам федеральных законов.
Голосовал за военные законы и признание подконтрольных России ДНР и ЛНР, но при этом не голосовал за аннексию оккупированных территорий Украины.

## Санкции
23 февраля 2022 года внесён в санкционные списки стран Евросоюза за действия и политику, которые подрывают территориальную целостность, суверенитет и независимость Украины и ещё больше дестабилизируют Украину.
24 февраля 2022 года включён в санкционный список Канады «близких соратников режима» за голосование о признании независимости «так называемых республик в Донецке и Луганске».
24 марта 2022 года, на фоне вторжения России на Украину, включён в санкционный список США за «соучастие в войне Путина» и «поддержку усилий Кремля по вторжению в Украину», Госдеп США заявил что депутаты Госдумы используют свои полномочия для преследования инакомыслящих и политических оппонентов, нарушают свободу информации, ограничивают права человека и основные свободы граждан России.
Позднее, по аналогичным основаниям, включён в санкционные списки Великобритании, Швейцарии, Австралии, Японии, Украины и Новой Зеландии.
12 июня 2024 года, находясь за рулем автомобиля, попал в аварию в Подмосковье.

## Награды
- медаль «За боевые заслуги».
- медаль «За безупречную службу в Вооружённых Силах СССР» I, II и III степени.
- Ветеран Вооружённых Сил СССР[2].
- Благодарности Правительства РФ, Председателя Государственной Думы, Краснодарского регионального отделения ВПП «Единая России».
- Почетная грамота Государственной Думы и Почетный знаком Государственной Думы «За заслуги в развитии парламентаризма».
- За большой вклад в сохранение духовного наследия и благотворительность Патриархом Московским и Всея Руси Алексием II награждён Орденом русской православной церкви Преподобного Сергия Радонежского III степени. За активное участие в ликвидации последствий стихийного бедствия в г. Крымске Краснодарского края (2012) награждён памятной медалью МЧС России «Маршал Василий Чуйков».
- Юбилейная медаль «МПА СНГ. 30 лет» (16 ноября 2023 года, Межпарламентская ассамблея СНГ) — за заслуги в деле развития и укрепления парламентаризма, за вклад в развитие и совершенствование правовых основ функционирования Содружества Независимых Государств, укрепление международных связей и межпарламентского сотрудничества[22].

## Критика
По сведениям из «Архива райских островов», в 2013 году, во время работы в Государственной Думе, Алексей Езубов подписывал документы в качестве руководителя офшорной компании Air Cloud Services Limited. Комиссия Госдумы по контролю за достоверностью деклараций депутатов, возглавляемая Натальей Поклонской, отказалась проверять эти документы и проводить расследование в отношении депутата Езубова.

## Семья
Женат (овдовел 23 июля 2021 года). Двое детей, шестеро внуков. По данным СМИ, старшая сестра Алексея Езубова — Валентина Петровна — является матерью миллиардера и предпринимателя Олега Дерипаски.
Сын: Павел Езубов, совладелец российских проектов Олега Дерипаски, гражданин Кипра.